# Bzince pod Javorinou
Bzince pod Javorinou (Hongaars: Botfalu) is een Slowaakse gemeente in de regio Trenčín, en maakt deel uit van het district Nové Mesto nad Váhom.
Bzince pod Javorinou telt 2.070 inwoners.